# タウコギ

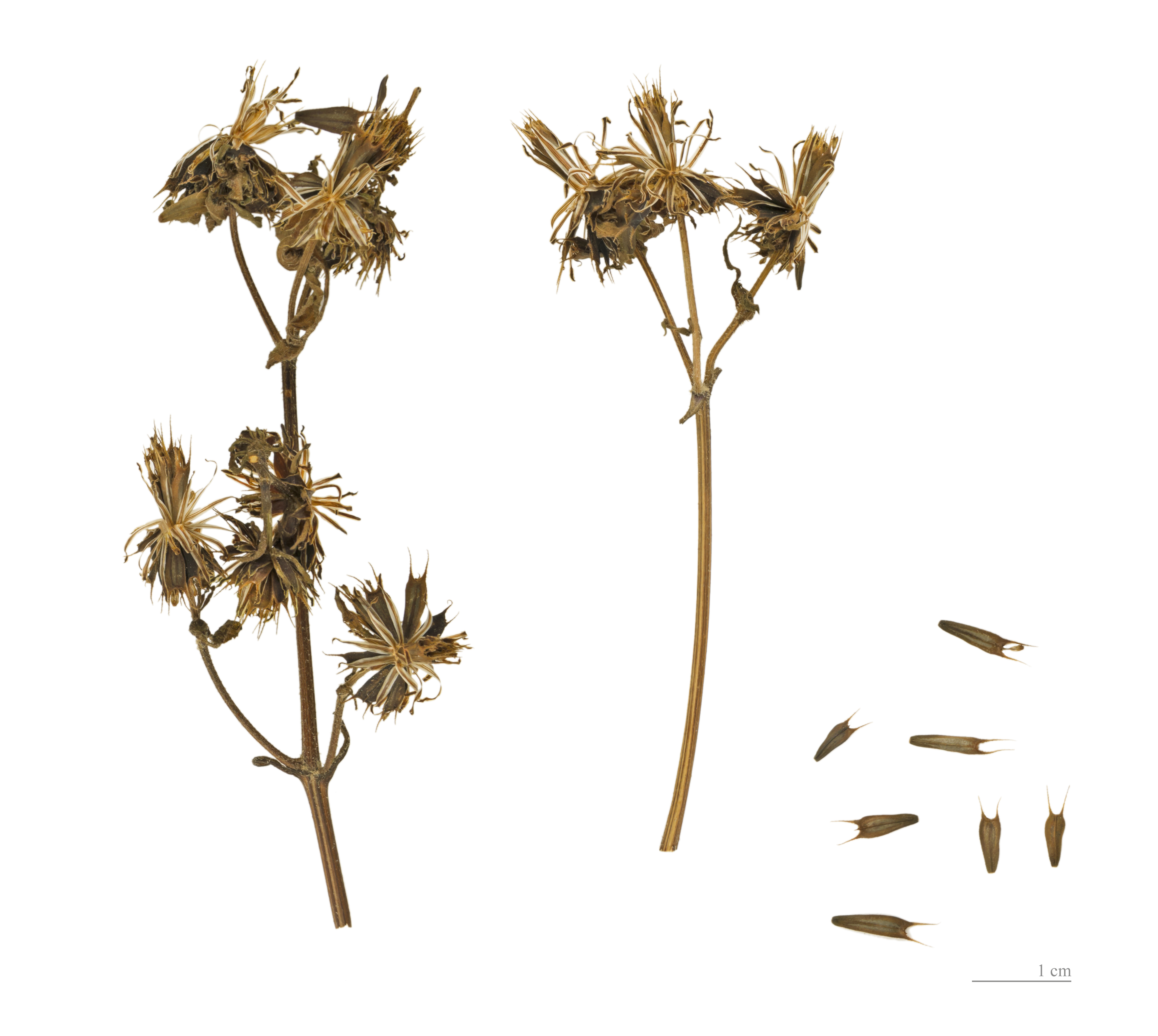
Bidens tripartita

タウコギ（田五加木、狼把草、学名：Bidens tripartita）は、キク科センダングサ属に分類される顕花植物の一種。水田雑草として扱われる。

## 分布
ヨーロッパ、インド亜大陸、北アメリカ、東アジア、北アフリカを含む北半球の大部分に自生する。またその他の地域でも帰化植物となっている。

## 特徴
一年草。茎には毛が無く、高さは30-100cmになる。アメリカセンダングサに似るが、葉は複葉ではない。枝先に大きさ25-30mmの頭花をつける。頭花は筒状花だけで、葉状になった総苞片に囲まれる。花期は8-10月。
水田や湿地に群生する。和名は田によく生えていることと、葉がウコギに似ていることに由来する。